# Justicia delascioi
Justicia delascioi är en akantusväxtart som beskrevs av D.C. Wasshausen. Justicia delascioi ingår i släktet Justicia och familjen akantusväxter. Inga underarter finns listade i Catalogue of Life.